# NGTS-4
NGTS-4とは、地球から282.6パーセク離れた場所に存在する恒星である。NGTS-4はスペクトル分類がK型の恒星である。1つの太陽系外惑星、NGTS-4bが周囲を公転していることが次世代トランジットサーベイ（NGTS）によって発見された。
| 太陽 | NGTS-4    |
| ---- | --------- |
| 太陽 | Exoplanet |

## 惑星系
2018年9月3日、NGTS-4の周囲を公転している太陽系外惑星、NGTS-4bが存在することを公表する論文がarXivに投稿された。公転周期は約1.34日であるが、この惑星はネプチュニアン砂漠に位置している。トランジットの深度は0.13%で、これはトランジット法を用いて地上からの広範囲を観測することで発見された太陽系外惑星の中では最も深度の値が小さく、最小の惑星である（海王星よりも小さい）。NGTS-4bは、強いEUVやX線を受け、大幅に質量を失う可能性がある。表面温度は1650ケルビンである。
| 名称 （恒星に近い順） | 質量            | 軌道長半径 （天文単位） | 公転周期 (日)   | 軌道離心率 | 軌道傾斜角 | 半径             |
| --------------------- | --------------- | ----------------------- | --------------- | ---------- | ---------- | ---------------- |
| b                     | 0.0648±0.009 MJ | 0.019±0.005             | 1.3373508±8e-06 | 0          | 82.5±5.8°  | 0.2837±0.0232 RJ |